# Italiensk spurv
Italiensk spurv (Passer italiae) er en fugleart, der lever i Italien, på Korsika, Sicilien og Kreta.